# Dana Plato
Dana Michelle Plato (Maywood, 7 de novembro de 1964 – Moore, 8 de maio de 1999) foi uma atriz estadunidense que fez a famosa personagem Kimberly Drummond na telessérie estadunidense Diff'rent Strokes, nomeada no Brasil como Arnold (SBT) e Minha Família É uma Bagunça (Nickelodeon), sendo que Dana apareceu diversas vezes no cinema.
A carreira de Dana declinou após sua saída da telessérie, fazendo aparições em filmes de baixo orçamento, incluindo alguns softcores. Por longo tempo, teve problemas pessoais, e morreu em consequência de uma overdose acidental de Vanadom (calmante) e Vicodin (opiáceo) aos 34 anos. Algumas pessoas afirmam que Dana suicidou (descartando assim a hipótese de overdose) devido a já ter históricos de tentativas de suicídio em duas outras ocasiões.

## Infância
Dana nasceu em 1 de novembro de 1963, data que constava em sua habilitação de motorista, ou 7 de novembro de 1964, data que ela divulgava à imprensa, há controvérsias quanto a sua data de nascimento.
Sua mãe, Linda Strain, teve-a aos dezesseis anos de idade. Solteira e desamparada, ela resolveu entregá-la à adoção em junho de 1965.
Dean e Florine "Kay" Plato a adotaram e a criaram em San Fernando Valley, Los Angeles. Ela frequentou o Sutter Jr. High School em Canoga Park, Califórnia.

## Carreira
Sua mãe adotiva, Kay Plato, começou a levá-la a testes quando ela ainda era muito jovem. Mais ou menos aos sete anos de idade, Dana iniciou sua carreira artística, fazendo telecomerciais, dizem que apareceu em mais de cem anúncios de companhias diversas como Kentucky Fried Chicken, Dole e Atlantic Richfield.
Ela também declarou ter sido cotada a dois papéis em dois filmes famosos: "O Exorcista" (1973), como Regan MacNeil; e em "Pretty Baby" (1978) um filme de Louis Malle. Mas dizem que Kay Plato proibiu ambos os trabalhos, pois temia que sua filha acabasse se tornando uma atriz estereotipada, sujeitando-se sempre a papéis deste gênero. Apesar de o autor de "O Exorcista", William Peter Blatty, dizer jamais ter lembrança de que fora ofertado a Dana o papel da protagonista do filme.
Plato estrelou no cinema em "Return to Boggy Creek". Outros trabalhos incluem "California Suite" e "O Exorcista II: o herege", neste último, ela faz a garotinha que supera o autismo, voltando a se relacionar com o mundo graças a personagem principal de Linda Blair.
Dana praticava patinação artística no gelo e demostrara-se extremamente talentosa e profissional. Ela estava treinando com uma equipe para uma possível Olimpíada, e numa entrevista a Howard Stern disse ter estado, na época, qualificada para competir. Porém, ao mesmo tempo, acabou sendo descoberta por uma produtora de TV durante sua breve aparição no "The Gong Show" ao vencer um prêmio. Este fato a tornaria a mais famosa atriz-mirim. Segundo Dana, Kay Plato decidiu na época que ela deveria deixar a patinação para se concentrar em sua personagem Kimberly Drummond na série "Minha Família É uma Bagunça" (Nickelodeon) ou "Arnold" (SBT).

### Diff’rent Strokes
Em 1978, Diff'rent Strokes estreava na NBC. A telessérie foi produzida de 1978 a 1986, sendo um sitcom inovador e polêmico, por abordar diferenças raciais e culturais com muito humor.
Trata-se da história de um viúvo milionário, Phillip Drummond (Conrad Bain), morador de uma cobertura na ilha de Manhattan, Nova York, que adota dois jovens garotos negros, Willis (Todd Bridges) e Arnold (Gary Coleman), filhos de sua governanta. Antes de morrer, a mãe dos garotos pede ao patrão que cuide de seus filhos. Atendendo seu último pedido, o milionário adota os garotos, que se tornam irmãos de Kimberly Drummond, jovem filha legítima de Phillip, interpretada por Plato.
A telessérie se tornou um grande sucesso. Entanto, Dana Plato nunca passou de uma personagem coadjuvante, mas declarou ter ganhado mais de 100 mil dólares por episódio (contudo, algumas fontes informativas insinuaram que o valor verdadeiro era de 22 mil dólares por episódio).
Plato permaneceu na série até 1984, quando engravidou de seu namorado, o roqueiro Lanny Lambert, com quem já morava desde 1983. Nesse mesmo ano que deixou a telessérie, casou com Lambert.
Os produtores não acharam que a gravidez se adaptaria beneficamente à imagem da personagem Kimberly Drummond, por isso Plato foi dispensada da série. Conquanto, rumores sobre o uso de drogas e outros "problemas no set" pairaram sobre sua demissão. Entanto, os produtores continuaram a afirmar que o corte da personagem de Plato tinha única e exclusivamente a ver com a gravidez da atriz.
Depois disso, Plato fez diversas aparições na última temporada da série, que foi transmitida pela ABC, incluindo um episódio em que Kimberly sofre de bulimia.

### Após "Diff'rent Strokes"
Plato tentou estabelecer-se como atriz, mas encontrou dificuldades. Depois que seu filho nasceu, ela fez implante de silicone nos seios e posou para a Playboy em 1989, mas sua carreira, ainda assim, não decolou. Ela, então, começou a fazer filmes de baixo orçamento, como "Bikini Beach Race", e "Lethal Cowboy".
Em 1992, Plato era uma das primeiras celebridades a estrelar um videogame. O jogo, "Night Trap", ficou mundialmente conhecido por críticos e atraiu muita controvérsia sobre a cena em que Lisa, uma das meninas que estão na casa, morre vestida de camisola, cena esta, considerada cômica por sua inverossimilhança. Apesar de tudo, hoje o jogo é visto como um pioneiro na categoria, e por causa deste sucesso nos jogos de vídeo game, a carreira de Plato tomou outro rumo, voltando a um sucesso.
Em 1994, foi submetida a uma nova cirurgia plástica nos seios, na esperança de que surgissem mais papéis em filmes mais significantes. Ela também tinha várias tatuagens em seu corpo, incluindo uma pomba em seu ombro esquerdo, uma fadinha alada, uma estrela acima da virilha, e flores nos pés.
Rumo ao fim de sua carreira, Plato escolheu papéis eróticos. Ela apareceu parcialmente nua em "Prime Suspect" (1988) e em "Compelling Evidence" (1995), mas o mais infame deles foi feito em 1998, intitulado "Different Strokes: The Story of Jack and Jill... and Jill". Neste filme de conteúdo pornográfico e que não tem relação com a série "Minha Família É uma Bagunça", Plato faz uma lésbica, mas este não fora considerado um hardcore pornography. Depois disso, Plato apareceria em só mais um filme.
Existe um filme chamado Behind the Camera: The Unauthorized Story of Different Strokes, feito tempos depois do fim da série que conta toda a história dos bastidores. Além de alguns outros documentários do Biography Channel.

## Problemas pessoais
Plato começou a ter problemas com drogas e álcool desde cedo. Aos 14, sofreu overdose de Valium. Ela própria admitiu beber e usar drogas como recreação durante seus anos em "Minha Família É uma Bagunça".
Em 1988, a mãe adotiva de Plato, Kay, morre de uma enfermidade do sangue. Logo depois, sua relação com Lambert começou a se desgastar. O casal se divorciou oficialmente em 1990, com Lambert ganhando a guarda do filho único do casal, Tyler (1984-2010), que passou a fazer visitas regulares a mãe. Durante o processo de divórcio, Plato posou nua para Playboy de junho de 1989. A edição era com a célebre nova esposa de Hugh Hefner, Kimberley Conrad. Com a participação de Conrad, as fotos de Plato tiveram sua notoriedade de carona.
Em 1991, ela se encontrava em Las Vegas sem nenhum emprego. Começou a trabalhar numa lavanderia para poder se sustentar, até que um dia, resolve cometer um assalto a mão armada numa locadora de vídeo, obviamente, sendo presa minutos depois. O artista de variedades, Wayne Newton, enviou-lhe 13 mil dólares para a fiança. Plato ficou cinco anos na condicional. A arma era apenas uma arma de chumbinho (pellet gun) e o roubo foi de apenas 164 dólares. Ela escreveu sobre o assunto, posteriormente, e participou de debates nacionais sobre problemas de celebridades infantis, focou, em particular, suas dificuldades e experiência na série "Minha Família É uma Bagunça". A atitude de Plato, ao cometer o roubo, foi vista por muitos como um pedido de socorro, mas em janeiro de 1992 ela foi novamente presa, só que, desta vez, por falsificar receita médica de Valium, ficando 30 dias na cadeia por violação dos termos da condicional e entrou no programa de reabilitação para drogados logo em seguida.
Depois de seu filme "Different Stroke: The Story of Jack and Jill... and Jill", Plato apareceu numa revista para o público homossexual feminino chamada "Girlfriends" em 1998. Ela foi entrevistada por Diane Anderson-Minshall e revelou ser bissexual. Houve ainda uma outra reportagem escandalosa de capa de revista em que ela aparece bêbada.
Na entrevista com Howard Stern, ela mencionou que fora um trauma muito grande a morte de sua mãe e o abandono do marido. Em desespero, ela assinou na época uma procuração a um contador que fugiu com grande parte de seu dinheiro, deixando-a com não mais do que 150 mil dólares. Ela declarou que o contador nunca foi encontrado, apesar da exaustiva procura, e que ele chegou a roubar um total de mais de 11 milhões dela e de outras pessoas também.
Depois da morte de Plato, seu noivo, Robert Menchaca, passou a viver no trailer dela em Navarre na Flórida, que, foi reclamado por Tyler Lambert, o filho da atriz. Além disso, Tyler processou Menchaca por negligenciar socorro a sua mãe, Dana, o que certamente poderia ter evitado sua morte, e quanto a isto há provas escandalosas de fotos tiradas por Robert M. enquanto a atriz estava em estado letárgico e em processo de overdose.

## Última entrevista e morte
Em 7 de maio de 1999, Dana Plato participou do programa de rádio The Howard Stern Show, onde disse a Howard Stern e a Robin Quivers que estava comprometida com Robert Menchaca e que ele era o empresário de sua carreira. Ela foi bem franca sobre sua situação, discutindo sobre seus problemas financeiros e seu passado problemático com a lei. Ela admitiu ter começado uma reabilitação para dependentes químicos, mas declarou que estava sóbria há mais de 10 anos, e que não estava mais usando drogas com exceção dos analgésicos receitados pelo médico para o desconforto da dor proveniente de uma extração dos terceiros molares. O discurso dela era rápido e muitas das pessoas que ligavam ao programa mostraram-se extremamente severas e implacáveis em suas críticas, dizendo que ela era completamente responsável pelo que lhe acontecera, mesmo perante seu empenho em mudar. Houve um ouvinte muito hostil que a provocou no ar propondo-lhe um exame antidoping. Apesar destas críticas furiosas, houve pessoas que a confortaram, como dois ouvintes que ligaram em sua defesa, homenagearam-na e ofereceram-lhe apoio incondicional. Plato ficou profundamente tocada por esta compaixão inesperada em meio ao ataque contra ela, e chorou enquanto agradecia.
Ambos os apresentadores, Stern e Quivers, deixaram claro que momentos tocantes como aquele eram raros em seu programa, e ao mesmo tempo, apreciaram toda aquela situação espontânea e surpreendente (como o esperado os apresentadores saíram daquela situação com muito humor e delicadeza, desfazendo-se, assim, a tensão). Stern mais tarde mencionou a agenda de Dana, confirmando sua presença num concerto, The Expo of the Extreme, em Chicago duas semanas depois da tal entrevista. Mas, infelizmente, ela não pode comparecer ao local como planejado.
De forma geral, ela pôde se divertir durante a entrevista, mesmo com os ataques, os quais ela suportara firmemente, e deixou a impressão de que ela aguardava com muito interesse a possibilidade de voltar a atuar num futuro próximo.
No dia seguinte, Plato e Menchaca estavam retornando à Califórnia, esperando que a carreira dela reascendesse. Antes, o casal parou na casa da mãe de Menchaca em Moore, Oklahoma (coincidentemente, o lugar de nascimento de um dos coadjuvantes de Minha Família é uma Bagunça, Danny Cooksey) no dia das mães, cinco dias depois de uma faixa daquela região, de Moore à área metropolitana de Oklahoma City, ter sido devastada por dois tornados. Na impossibilidade de seguirem viagem, o casal permanece em Moore. Quando tudo estava aparentemente bem, Plato tomou uma overdose de Vanadom e Vicodin em seu trailer do lado de fora da casa de sua sogra. Sua morte aos 34 anos foi considerada suicídio devido a grande quantidade de pílulas ingeridas.
De qualquer forma, tanto Gary Coleman quanto Todd Bridges, que continuaram seus amigos depois da série, disseram não acreditar que ela tivesse alguma intenção de suicidar-se. Existem alguns websites que especulam a autenticidade dos fatos ligados a sua morte divulgados pelos peritos. Muitos acreditam veementemente que ela não se matou, e mais, que Menchaca pode estar envolvido em sua morte.
A avó paterna de Tyler Lambert, filho de Dana Plato, chegou a comentar que suspeitava dos interesses de Menchaca em relação à Dana, e que ela percebeu que Menchaca havia tirado fotos de Plato em estado letárgico, evidentemente, provocados pelo uso ilícito de Vicodin (um potente opiáceo semi-sintético derivado de codeína e tebaína; um narcótico oralmente activo com propriedades analgésicas e antitússicas). Ainda em 2008, Tyler, filho de Plato, venceu um processo jurídico contra Menchaca, provando que ele não a socorrera devidamente no instante de pré-morte. Envolvido ou não, Menchaca é, no mínimo, possuidor de hábitos um tanto quanto mórbidos, e sobre isso ele não nega tê-la fotografado, não obstante, justificou seu ato, dizendo que a fotografara por achar que ela apenas estava roncando, e que não percebera seu estado letárgico, comatoso.
Foi nesta época da morte de Dana que houve a confusão sobre sua verdadeira idade, pois autoridades de Oklahoma presumiram através das informações de sua carteira de motorista do Estado da Flórida, que ela tinha nascido em 1 de novembro de 1963, portanto, ela estaria com 35 anos, mas a mídia sempre divulgou 7 de novembro de 1964 como data de seu nascimento. Plato declarou ter 34 anos ao dar sua última entrevista a Stern e Quivers.
Seu corpo foi cremado e suas cinzas jogadas no Oceano Pacífico.

## Morte do filho
Em 6 de maio de 2010, seu filho, Tyler Lambert, se suicida em Tulsa, Oklahoma, quase 11 anos depois da morte da mãe, e três dias antes do dia das mães. Ele tinha 25 anos e morreu por um tiro de espingarda na cabeça. Sua avó, Joni Richardson, declarou que Tyler estava experimentando drogas e álcool por volta da hora de sua morte, além de nunca ter conseguido superar a morte da mãe.

## Filmografia
| Ano  | Titulo                    | Personagem           | Notas                   |
| ---- | ------------------------- | -------------------- | ----------------------- |
| 1977 | O Exorcista II - O Herege | Sandra Phalor        |                         |
| 1977 | Return to Boggy Creek     | Evie Jo              |                         |
| 1978 | Califórnia Suite          | Jenny Warren         |                         |
| 1989 | Prime Suspect             | Diana Masters        |                         |
| 1992 | Bikini Beach Race         | J.D.                 |                         |
| 1992 | Distortions               |                      |                         |
| 1992 | The Sounds of Silence     |                      |                         |
| 1995 | Compelling Evidence       | Dana Fields          |                         |
| 1995 | Lethal Cowboy             | Elizabeth            |                         |
| 1995 | Millenium Day             |                      |                         |
| 1997 | Tiger                     | Andrea Baker         |                         |
| 1997 | Blade Boxer               | Rita                 | Direct-to-video release |
| 1997 | Different Strokes         | Jill Martin          |                         |
| 1998 | The Hostage               |                      |                         |
| 1998 | Desperation Boulevard     | Dana Plato           |                         |
| 1999 | Silent Scream             | Emma Jones           |                         |
| 2002 | Pacino Is Missing         | Prosecuting Attorney |                         |

| Ano        | Titulo                                    | Personagem               | Notas                                                                     |
| ---------- | ----------------------------------------- | ------------------------ | ------------------------------------------------------------------------- |
| 1975       | Beyond the Bermuda Triangle               | Wendy                    | Filme de televisão                                                        |
| 1975       | The six Million Dollar man                | Garota                   |                                                                           |
| 1976, 1980 | Family                                    | Mary Beth Sanders Debbie | Episódio: "Home Movie " (1976) Episódio: "Letting Go" (1980)              |
| 1978       | What Really Happened to the Class of '65? |                          | Episode: "The Most Likely to Succeed"                                     |
| 1978–86    | Diff'rent Strokes                         | Kimberly Drummond        | Elenco Principal(1–6) Elenco Recorrente(7–8) 140 episódios                |
| 1979       | The Facts of Life                         | Kimberly Drummond        | Episódio: "Rough Housing"                                                 |
| 1979, 1980 | CHiPs                                     | Ele mesmo Darla          | Episódio: "Roller Disco: Part 2" (1979)[a] Episódio: "Nightingale" (1980) |
| 1981       | A Step in Time                            |                          | Filme de televisão                                                        |
| 1982       | Walt Disney World's 10th Anniversary      | Filha                    | Especial de televisão                                                     |
| 1983       | High School U.S.A.                        | Cara Ames                | Filme de televisão                                                        |
| 1984       | The Love Boat                             | Patty Springer           | Episódio: "Paying the Piper/Baby Sister/Help Wanted"                      |
| 1985       | Growing Pains                             | Lisa                     | Episódio: "Mike's Madonna Story"                                          |
| 1998       | E true Hollywood Story                    |                          |                                                                           |

### Entrevistas e pesquisas
- Galeria de fotos Galeria
- Relatório de Autópsia de Plato em The Smoking Gun
- Última entrevista de Plato on The Howard Stern Show (RealAudio format - 35:39).
- Dana Plato on Find A Grave
- Filho de Dana Plato morre com 25 anos de idade (em inglês) em "USA Today"
- Relatório da morte do filho de Dana Plato (em inglês) em "People Magazine"

### Sites em memória
- Dana Plato - A Tribute Site
- A Dana Plato memorial site